# بطي البطي
بطي خليفة البطي هو لاعب كرة قدم سعودى يلعب في نادي العيون.

## مسيرة اللاعب
لعب سابقاً في نادي العيون ونادي النجوم.